# Bibliographical Society of America
Pour les articles homonymes, voir BSA.
La Bibliographical Society of America (BSA) est une société savante vouée à l'étude des livres et manuscrits en tant qu'objets. Créée en 1904, la société promeut les recherches bibliographiques et édite des publications sur le sujet. Elle tient une conférence annuelle à New York en janvier et propose des conférences et des bourses.
En plus de publier des livres, la société publie une des plus importantes revues d'histoire du livre, les Papers of the Bibliographical Society of America, depuis mai 1907.